# Lycostomus koshimizui
Lycostomus koshimizui is een keversoort uit de familie netschildkevers (Lycidae). De wetenschappelijke naam van de soort werd in 1993 gepubliceerd door Takehiko Nakane.